# Sari Mulya (Rimbo Ilir)
Sari Mulya is een bestuurslaag in het regentschap Tebo van de provincie Jambi, Indonesië. Sari Mulya telt 3207 inwoners (volkstelling 2010).